# Autobianchi

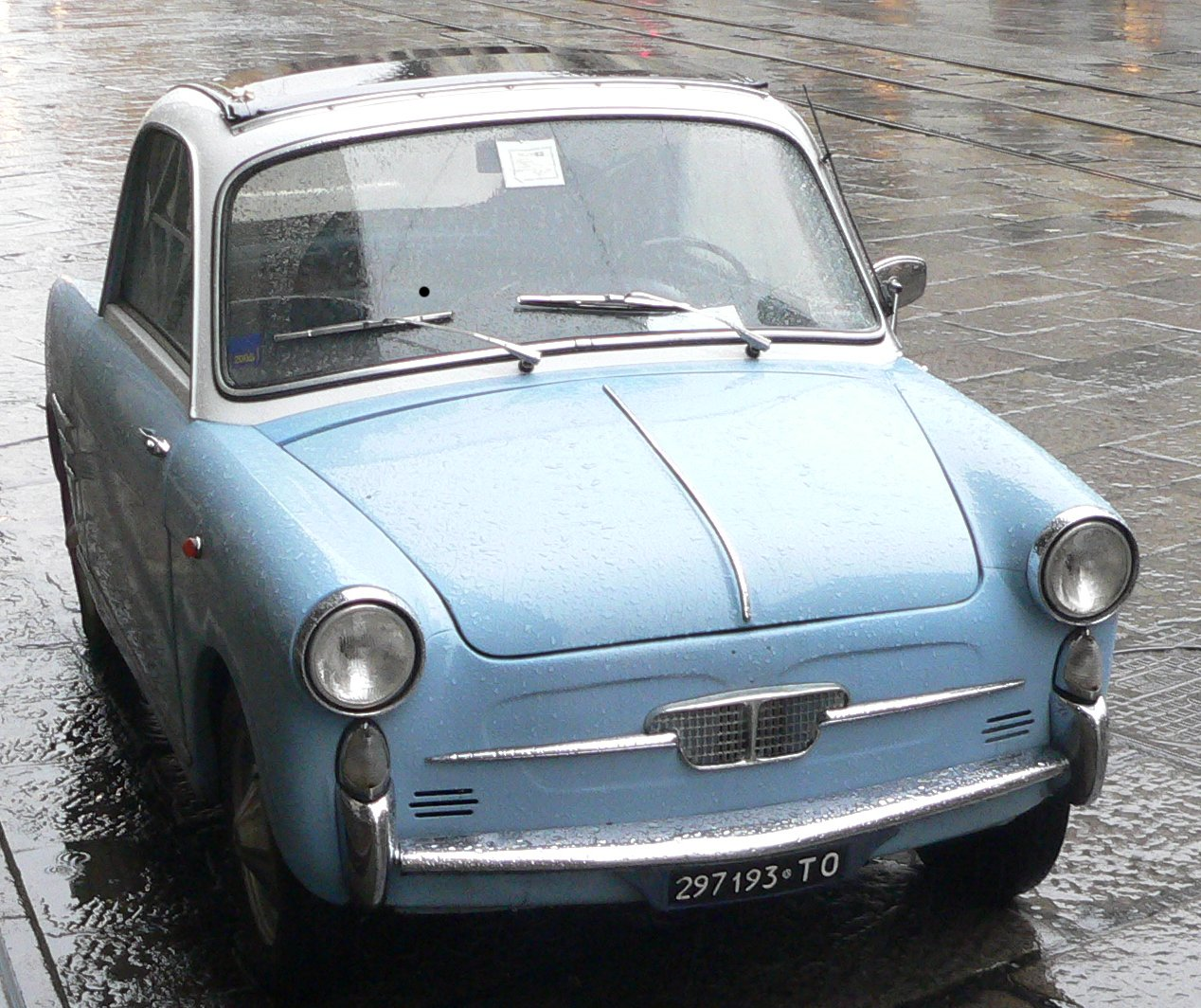
Autobianchi Bianchina Special

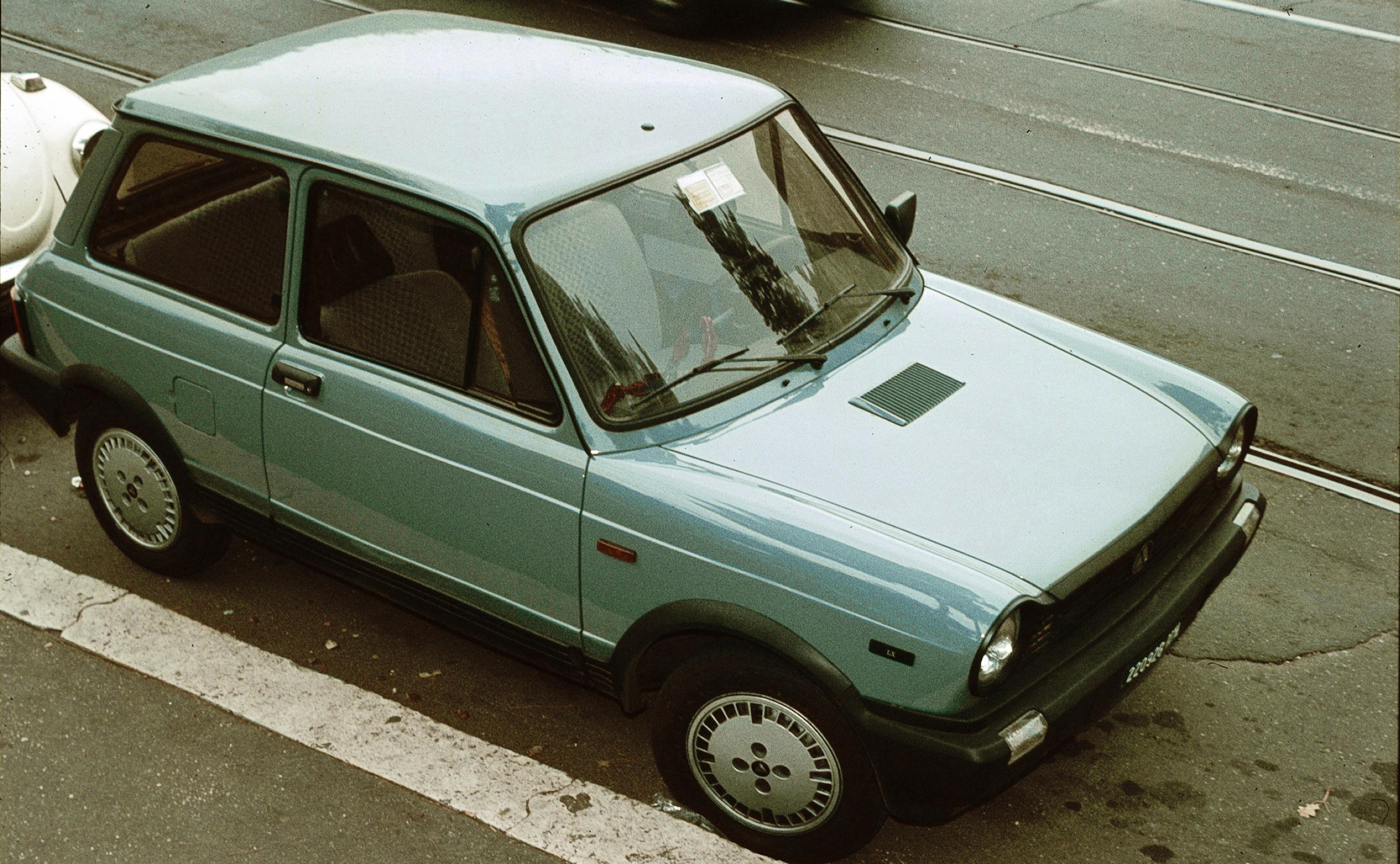
Autobianchi A112 Azurro

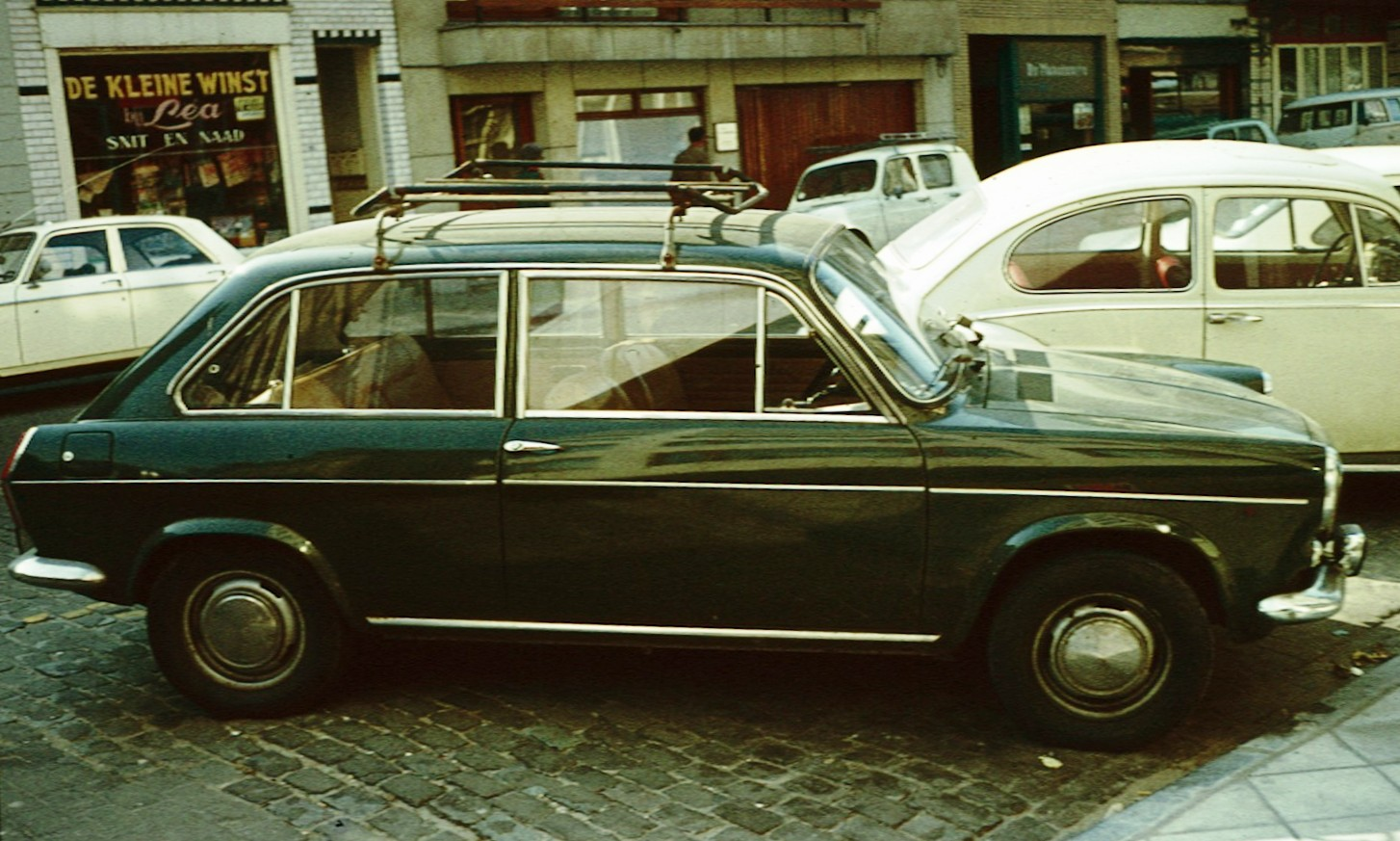
Autobianchi Primula w Austrii

Autobianchi – włoskie przedsiębiorstwo produkujące samochody osobowe utworzone w 1955 roku przy pomocy finansowej trzech przedsiębiorstw motoryzacyjnych: Fiat, Pirelli i Bianchi. W latach 80. w ramach koncernu Fiat podporządkowane firmie Lancia.

## Historia firmy
Było ono spadkobiercą istniejącego od 1885 roku przedsiębiorstwa Bianchi, które w Mediolanie na początku naprawiało, a potem wytwarzało rowery, które pod koniec XIX wieku przestawiło się na produkcję samochodów. Pierwszy samochód pod nową nazwą Autobianchi zakłady wyprodukowały w 1957 roku. Do produkcji swoich pojazdów Autobianchi wykorzystywała zespoły napędowe samochodów marki Fiat. 
Fiat uczestniczył w tym projekcie by poszerzyć swoją monopolistyczną pozycję na rynku włoskim, a także w celu przetestowania w nowej firmie koncepcji napędu na przednie koła, np. w modelu Autobianchi A500. W późniejszym czasie model Autobianchi A112 był poligonem doświadczalnym przed uruchomieniem produkcji Fiata 127. Z czasem Fiat zwiększył swoje udziały i w 1967 roku przejął firmę. W latach 80. koncern Fiat podporządkował tę firmę Lancii. Na rynku włoskim jej modele sprzedawano wówczas pod własną marką, a za granicą w sieci Lancii pod jej marką. Z czasem zrezygnowano z tego zróżnicowania pozostawiając jedynie markę Lancia. Z marki Autobianchi wywodzi się seria najmniejszych modeli Lancii, czyli Lancia Y10 (od 1985) a obecnie Lancia Ypsilon (od 1996). W 1996 roku ostatecznie zaprzestano sprzedaży we Włoszech samochodów pod marką Autobianchi.
Samochody Autobianchi:
- Autobianchi A111
- Autobianchi A112
- Autobianchi A500 Giardiniera
- Autobianchi Bianchina
- Autobianchi Primula
- Autobianchi Y10